# Aspidoras
Aspidoras är ett släkte fiskar i familjen pansarmalar som förekommer i Sydamerika, främst Brasilien.

## Lista över arter
Släktet Aspidoras omfattar 20 arter, varav ett fåtal ibland används som akvariefiskar och därför har svenska  trivialnamn:
- Aspidoras albater Nijssen & Isbrücker, 1976 – Falsk macropterus
- Aspidoras belenos Britto, 1998
- Aspidoras brunneus Nijssen & Isbrücker, 1976
- Aspidoras carvalhoi Nijssen & Isbrücker, 1976
- Aspidoras depinnai Britto, 2000
- Aspidoras eurycephalus Nijssen & Isbrücker, 1976
- Aspidoras fuscoguttatus Nijssen & Isbrücker, 1976
- Aspidoras lakoi Miranda Ribeiro, 1949
- Aspidoras maculosus Nijssen & Isbrücker, 1976
- Aspidoras menezesi Nijssen & Isbrücker, 1976
- Aspidoras microgalaeus Britto, 1998
- Aspidoras pauciradiatus (Weitzman & Nijssen, 1970) – Falsk Corydoras, fläckfensaspidoras
- Aspidoras poecilus Nijssen & Isbrücker, 1976
- Aspidoras psammatides Britto, Lima & Santos, 2005
- Aspidoras raimundi (Steindachner, 1907)
- Aspidoras rochai Ihering, 1907
- Aspidoras spilotus Nijssen & Isbrücker, 1976
- Aspidoras taurus Lima & Britto, 2001
- Aspidoras velites Britto, Lima & Moreira, 2002
- Aspidoras virgulatus Nijssen & Isbrücker, 1980